# Krakersy (zespół muzyczny)
Krakersy – grupa muzyczna powstała na początku lat 80. XX wieku we Wrocławiu. Utworzyli ją studenci i absolwenci Wydziału Elektrycznego, Elektroniki, Mechanicznego i Architektury Politechniki Wrocławskiej.
Prezentowała autorską piosenkę kabaretową. W 1983 roku zdobyła II nagrodę na XIX Festiwalu Piosenki Studenckiej w Krakowie ex aequo z Zespołem Reprezentacyjnym. W latach 80. gościła parokrotnie na festiwalu studenckim FAMA w Świnoujściu oraz w latach 1983–1987 brała udział w warsztatach artystycznych w Łazach k. Koszalina prowadzonych przez Zenona Laskowika. Grupa dokonała nagrań radiowych dla Studia 202. W 2005 wystąpiła w programie poświęconym zmarłemu wrocławskiemu poecie Christianowi Belwitowi.
Grupa okazjonalnie koncertowała do 2013 roku. W 2014 część muzyków utworzyło formację "Godzina do świtu".